# Stenodera djaKônovi
Stenodera djaKônovi là một loài bọ cánh cứng trong họ Meloidae. Loài này được Aksentjev miêu tả khoa học năm 1978.